# Pacayas
Pacayas es el distrito primero y ciudad cabecera del cantón de Alvarado, en la provincia de Cartago, de Costa Rica.
Posee una rica variedad ecológica. Es una zona altamente agrícola basada en cultivos de papa, repollo, zanahoria, culantro y otras hortalizas.

## Toponimia
El nombre proviene de una planta ornamental de tallo comestible, denominada vulgarmente "pacaya" (Chamaedorea elegans), abundante en la zona a inicios del siglo XIX, la cual es una pequeña palmera. Sin embargo, se desconoce con precisión desde cuándo se dio esta toponimia.
Precisamente la gran cantidad de plantas de pacaya motivó a esos primeros lugareños a darle este nombre, aunque no se sabe exactamente desde cuándo. Después de aquellos primeros residentes se asentaron en la zona llegaron nuevos pobladores, que se dedicaron a extender la población y a trazar caminos.

## Historia
Los pioneros derribaron bosque, entre abundantes pacayas y palmito y construyeron los primeros ranchos.

## Ubicación
La población está ubicada en una zona de topografía muy irregular con fuertes pendientes, en las faldas del volcán Irazú, a 17 kilómetros al noreste de la ciudad de Cartago, sobre la ruta 230. 
Es una de las cabeceras de cantón a mayor altitud en el país.

## Geografía
Pacayas cuenta con un área de 29,62 km² y una altitud media de 1735 m s. n. m.

## Demografía
Para el año 2022, Pacayas cuenta con una población estimada de 6257 habitantes, y para el último censo efectuado, en 2011, Pacayas contaba con una población de 5628 habitantes.
Los primeros pobladores de Pacayas llegaron a finales del siglo pasado, y según cuentan los vecinos más antiguos, ellos vinieron de San Pedro del Mojón (hoy Montes de Oca) en San José; de Tres Ríos, de Taras y de Cartago.

## Localidades
- Barrios: Lourdes, Patalillo.
- Poblados: Buenavista, Buenos Aires, Charcalillos, Encierrillo, Los Pinos (Coliblanco), Llano Grande, Pascón, Pastora, Plantón, San Martín (Irazú Sur), San Rafael de Irazú.

## Economía
La actividad económica es esencialmente agrícola, con los cultivos de hortalizas.

## Transporte

### Carreteras
Al distrito lo atraviesan las siguientes rutas nacionales de carretera:
- Ruta nacional 219
- Ruta nacional 230
- Ruta nacional 402
- Ruta nacional 417

## Imágenes

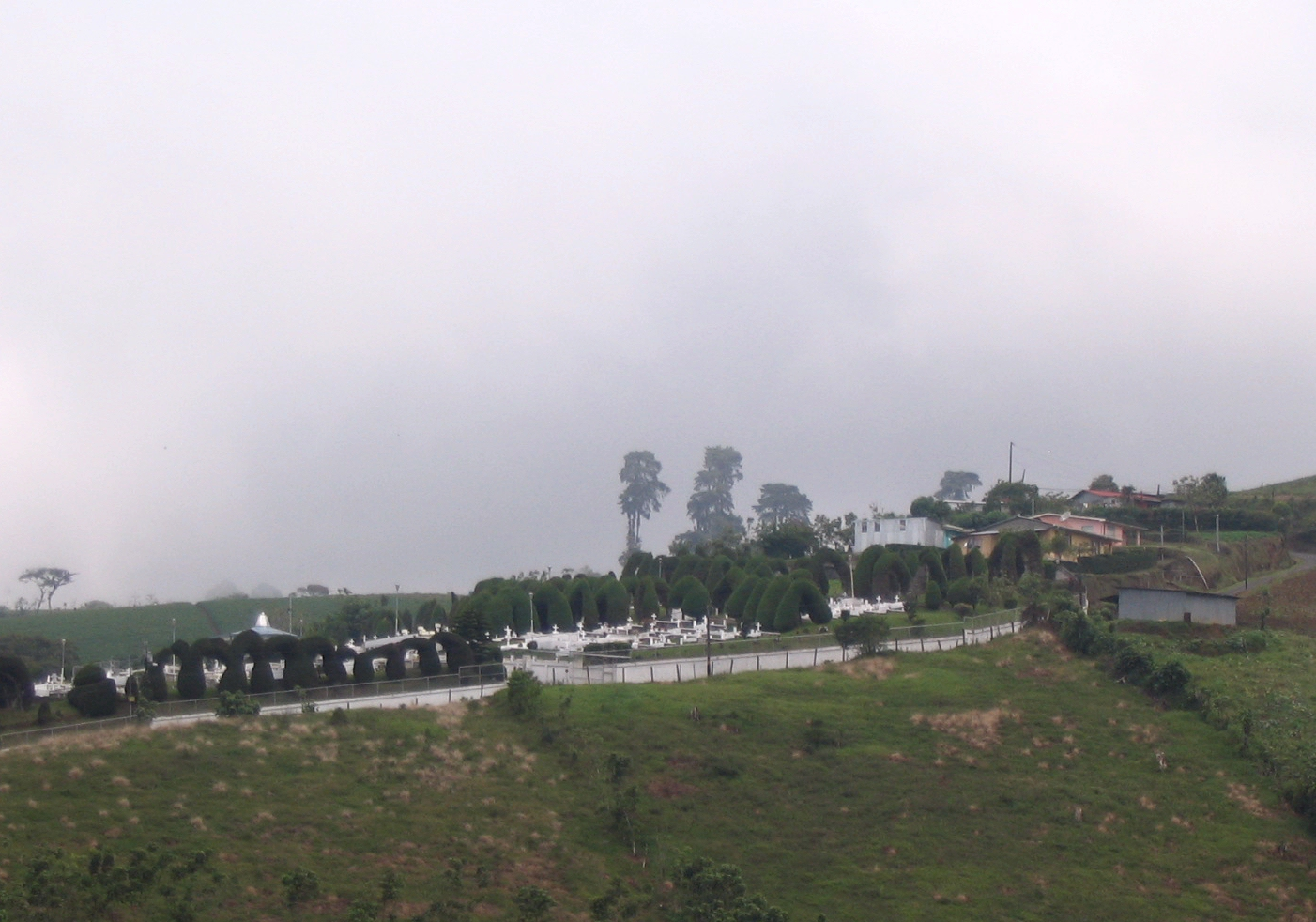
Cementerio de Pacayas
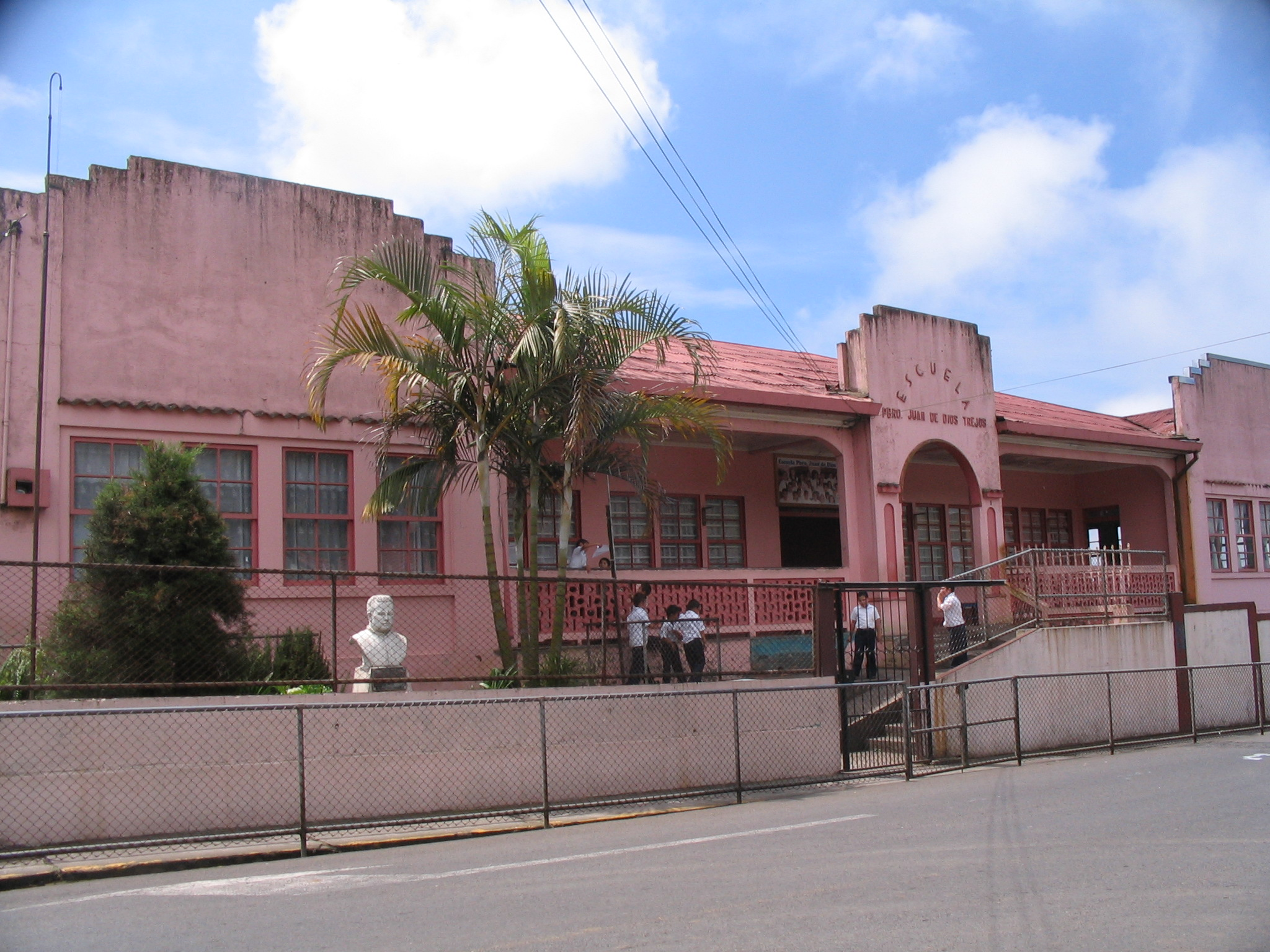
Escuela de Pacayas